# Santiago Cubides
Santiago Cubides (Villavicencio, Colombia, 8 de septiembre de 2000) es un futbolista colombiano que se destaca en la posición de extremo, y que actualmente juega en el Tigres F.C de Bogotá y es conocido como Cubigol y el Caballero del Campo.

## Trayectoria
El joven llanero estuvo 6 años en las divisiones menores del Once Caldas.
Debutó profesionalmente el miércoles 14 de octubre del 2020, partido el cual su equipo empató a un gol contra el Cúcuta Deportivo. En aquel año llegó a jugar 5 partidos (uno por copa Colombia y cuatro por liga).
De cara al primer semestre del año 2021, disputó 4 encuentros (todos por liga), pero en lo que respecta al segundo semestre, no llegó a pisar las canchas.
El jueves 7 de julio de 2022, Cubides marcó su primer gol en su carrera, tras 10 partidos, en un partido correspondiente a la fecha 1 del segundo semestre.
- Datos: Q110101505